# Telemidae
Famille
Les Telemidae sont une famille d'araignées aranéomorphes.

## Distribution

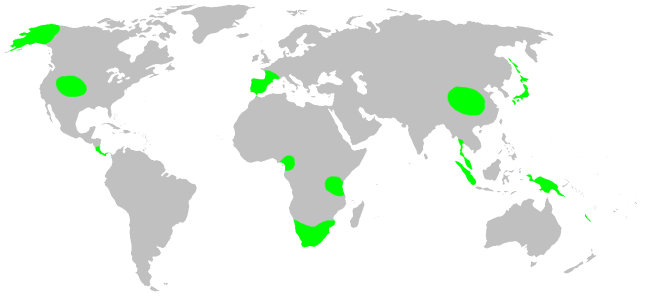
Distribution

Les espèces de cette famille se rencontrent en Asie de l'Est, en Asie du Sud-Est, en Afrique subsaharienne, en Amérique, en Océanie et en Europe du Sud.

## Description
Les espèces de cette famille mesurent de 0,9 à 2,2 mm.

## Paléontologie
Cette famille est connue depuis le Crétacé.

## Liste des genres
Selon World Spider Catalog (version 23.5, 07/09/2022) :
- Apneumonella Fage, 1921
- Burmalema Zhao & Li, 2022
- Cangoderces Harington, 1951
- Guhua Zhao & Li, 2017
- Jocquella Baert, 1980
- Kinku Dupérré & Tapia, 2015
- Mekonglema Zhao & Li, 2020
- Milema Zhao & Li, 2022
- Pinelema Wang & Li, 2012
- Seychellia Saaristo, 1978
- Siamlema Zhao & Li, 2020
- Sundalema Zhao & Li, 2020
- Telema Simon, 1882
- Telemofila Wunderlich, 1995
- Usofila Keyserling, 1891
- Zhuanlema Zhao & Li, 2020

## Systématique et taxinomie
Cette famille a été décrite par Fage en 1913 comme une sous-famille des Leptonetidae.
Cette famille rassemble 104 espèces dans seize genres.

## Publication originale
- Fage, 1913 : « Études sur les Araignées cavernicoles. II. Révision des Leptonetidae. Biospelogica, XXIX. » Archives de zoologie expérimentale et générale, vol. 10, no 5, p. 479-576 (texte intégral).